# Улица цара Душана (Земун)
Улица Цара Душана се налази у Земуну. Простире се од Трга Бранка Радичевића до Батајничког друма.
Дужина улице износи 2.773 метара. 
Улицом саобраћа велики број линија ГСП-а: 17 (Коњарник - Земун Горњи Град), 45 (Нови Београд Блок 44 - Земун Нови Град), 73 (Нови Београд Блок 45 - Батајница), 83 (Црвени крст - Земун Бачка), 84 (Зелени венац - Нова Галеника), 704 (Зелени венац - Земун поље), 705 (Земунски кеј - 13. мај), 706 (Зелени венац - Батајница), 707 (Зелени венац - Мала Пруга - Земун поље) и 708 (Земун Бачка - Железничка станица Земун поље).
У улици се налази Телеоптик, касарна „Алекса Дундић“, Виша школа унутрашњих послова, Виша медицинска школа, студентски дом „Жарко Мариновић“ и Саобраћајно техничка школа. 
Улица је добила назив по српском цару Душану Силном.